# 京杭高速动车组列车
京杭高速动车组列车是中国铁路运行于首都北京市至浙江省省会杭州市的高速动车组列车，自2011年7月1日起开行，现合计开行6.5对列车。列车客运乘务由北京局集团北京客运段、上海局集团杭州客运段、上海客运段共同担当。

## 历史

### 列车开行历史
2011年7月1日，因京沪高铁开通运营，北京至杭州间首次开行5对经沪昆高铁和京沪高铁的高速动车组列车，车次为G31-G40，最快运行时间6小时19分；杭州至天津西开行两对列车，车次G41-G44。与此同时，原杭州-北京南D309/D310次动卧列车停运。首发车次为早上7点22分开的G32次列车。
2011年12月12日京沪高铁开始实施新运行图。在此次运行图调整中，铁路部门增开了2对杭州至北京南站的高铁列车，同时将原G36至G40次列车车次向后顺延4位至G40-G44次、原杭州至天津西的G44次列车车次则改为G54次。
2013年7月1日，宁杭高速铁路暨杭州东站开通，京杭动车组列车除G41-G44次列车外杭州至南京区间改由宁杭客运专线直通并改由杭州东站到发，二等座票价较原先降低100元人民币左右。同时杭州站保留至北京南的G31/G40次（经宁杭高铁）和G41/G44次（经沪昆高铁）两对列车。杭州至北京高铁最快运行时间只需要4小时58分。
6月28日，杭州客运段在杭州站举行新旧“西子号”交接仪式，原义乌至南通的T7786/7787、T7788/7785次列车由杭州客运段转南京客运段担当客运乘务工作，而该牌匾转入现在的杭州客运段高铁一队，这一车队负责杭州东至北京南G32/43、G42/39次列车的乘务工作。2013年6月30日，上海铁路局杭州客运段高铁车队担当的班次被冠名为“西子号”。
2014年12月10日，原运行于京杭间、由济南铁路局担当的G33/38次列车延长至南昌西站。且原由杭州站到发的G31/G40次、G41/G44次两对列车改由杭州东站到发，杭州站（城站）接发的高速动车组列车仅剩下部分沪杭高速动车组列车。
G42/39次曾于2015年使用和谐号CRH380D型电力动车组，但2016年又换回CRH380BL型。
2016年1月10日，增开北京南—杭州东G165/166次列车一对。
2017年1月5日，由于全国铁路调整列车运行图，原运行于京杭间的G31/40次延长至绍兴北站始发终到，同时，G31次/32次改为G19/20次。
2018年4月10日起，由于全国铁路调整列车运行图，原北京南—绍兴北G19/40次列车运行区间缩短至杭州东，原运行于京杭间的G165/166次延长至绍兴北站始发终到。同时G19/40次、G31/40次、G39/20次三对列车担当车底改用复兴号CR400AF型、CR400BF型电力动车组运行，在京沪高铁上按最高时速350公里运行，最快运行时间缩短至4小时18分（G39次）。
2019年1月5日，G31/40次列车经杭黄客运专线延长至千岛湖站始发终到，同时G36次单向延长至诸暨始发。
2020年7月1日，杭州东~北京南G42/43次列车杭州东至蚌埠南区间改经宁杭高铁、合杭高铁、合福高铁、合蚌高铁运行，经由京沪、沪昆高速线的京杭始发终到车仅余G41/44一对。
2021年6月25日，配合京沪高铁运行图重排，本次调图重新编排京杭所有列车车次。同时G31/34次列车更换为CR400BF-BZ型智能动车组列车，与G6/13、G26、G25次套跑。

### “西子号”列车历史
1987年4月1日，上海铁路局开行由杭州站至无锡站的81/82次特快列车，第二年，这趟列车被浙江省政府命名为代表杭州的“西子号”，车次改为Y11/12次，著名书法家赵朴初先生还亲自为“西子号”题词。1995年，车次改为K803/804次，不久后又改为N503/504次；“西子号”的车厢则换成了当时全国领先的橙黄色双层空调车底，分为双层硬座车和软座车；转向架采用了空气弹簧设计，运行中比之前更加平稳。1987年至2007年，其间一代又一代的“西子号”乘务员以优质的服务收获了“全国五一劳动奖状”、“全国火车头奖章”、“全路路风建设先进集体”、“全路新长征突击队”、“浙江省文明单位”、“浙江省新长征突击队”、“上海铁路局明星列车”、“上海铁路局三八红旗集体”等诸多荣誉。

2007年4月18日，全国铁路第六次大面积提速调图，这趟往返于苏、锡、杭20年的明星列车正式停运。而原先“西子号”乘务组带着这块牌匾进入了义乌经由至泰州的T765/6/7/8次列车，车底改为采用新造的25T型车底，最高时速提高至160公里/小时。2009年4月1日T788/5、T786/7次列车车次更改为T7788/5、T7786/7次列车，原客运乘务、机车交路保持不变。
2010年10月26日起，义乌开T7787/6次，10月27日泰州开T7788/5次更换为25Z新空调全软型车底运行。2012年7月1日，义乌（杭州）至泰州T7786/7 T7788/5次1对经由宁启线延伸至南通站终到、始发。
2013年6月28日，上海铁路局杭州客运段在杭州站举行新旧“西子号”交接仪式，原义乌至南通的T7786/7787、T7788/7785次列车由杭州客运段转南京客运段担当客运乘务工作，而该牌匾转入现在的杭州客运段高铁一队，这一车队负责杭州东至北京南G32/43、G20/39次次列车的乘务工作。

## 时刻表

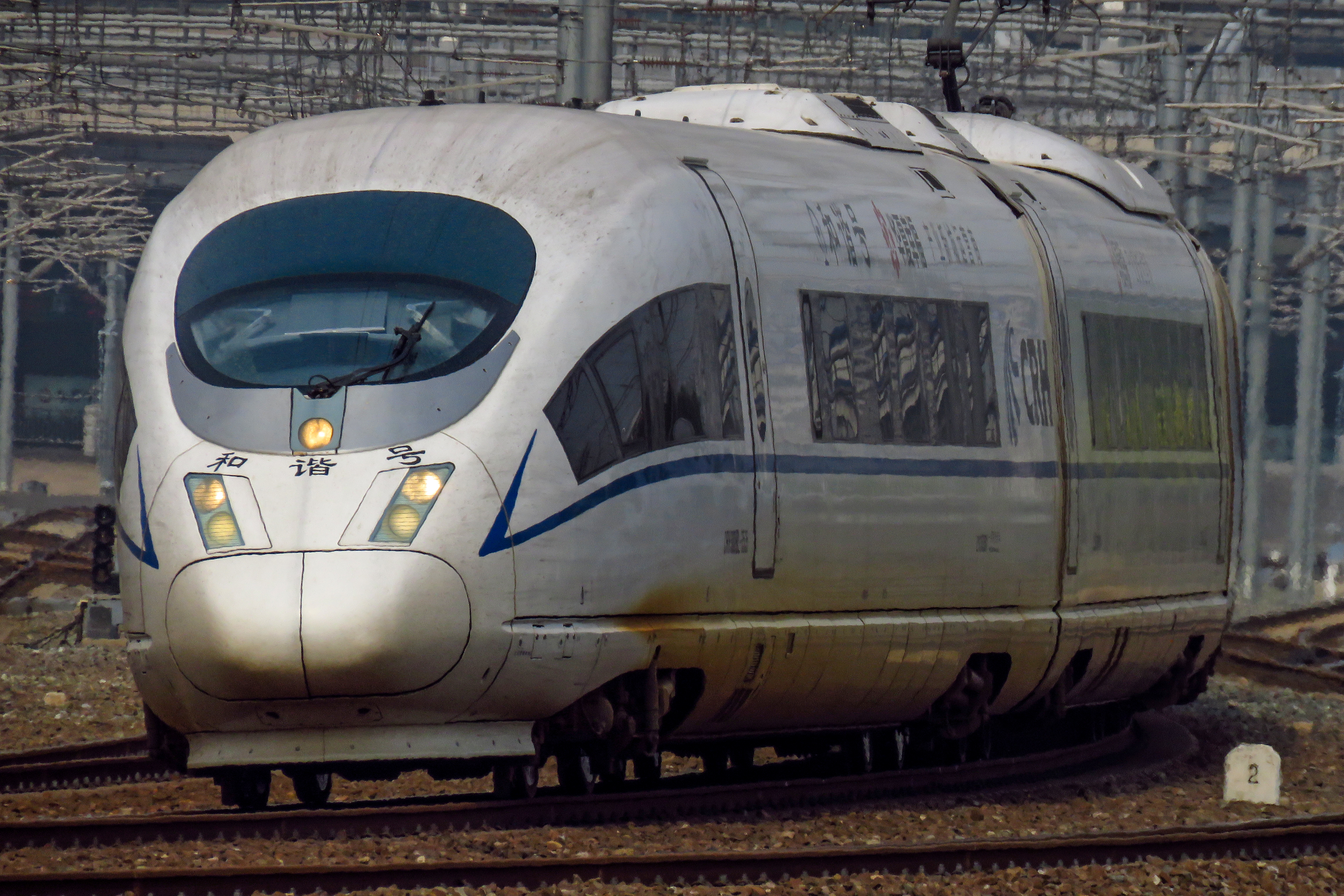
CRH380BL-3535担当的G43次列车驶出北京南站

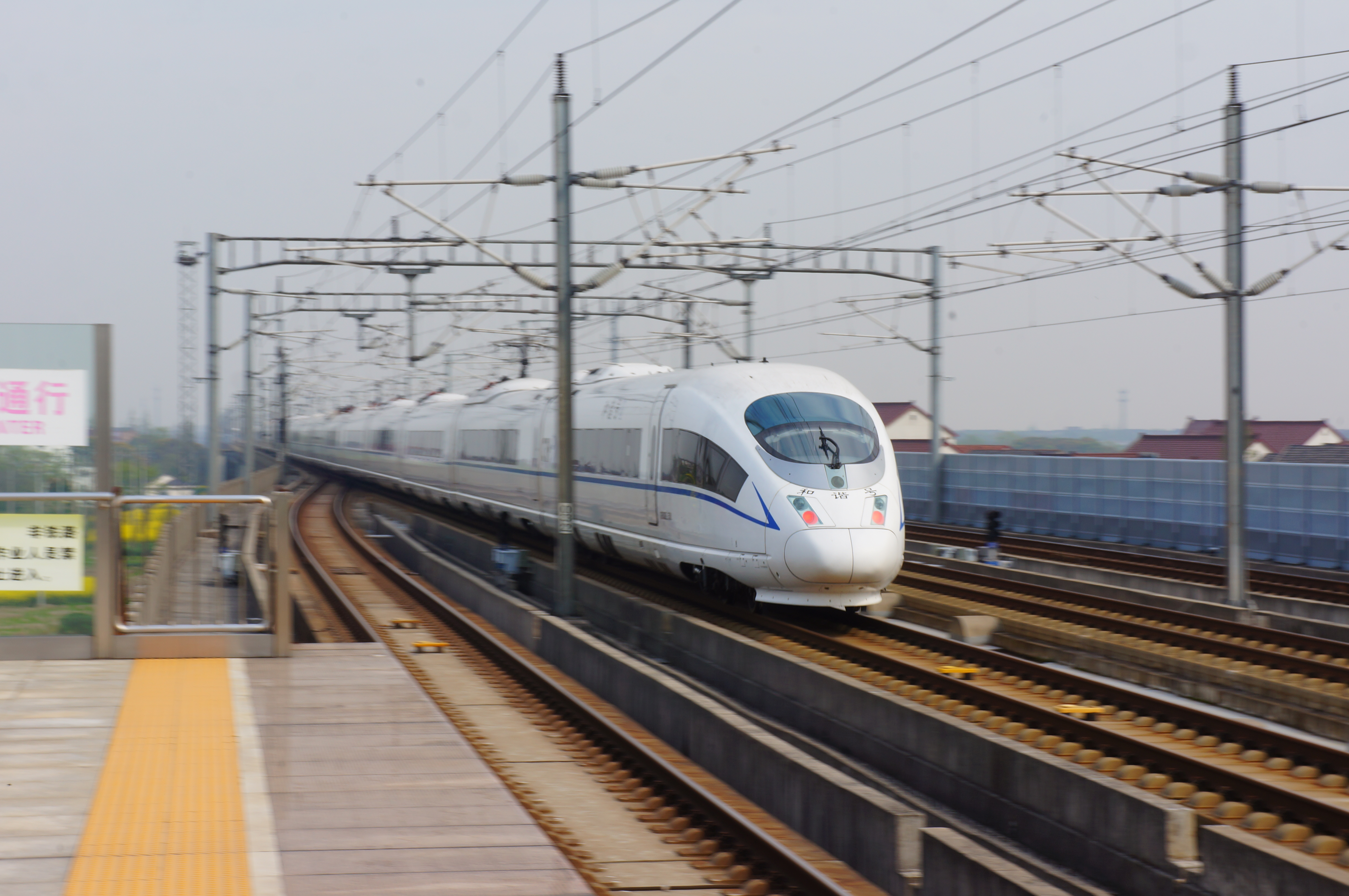
由和谐号CRH380B型电力动车组担当的G20次列车通过长兴站

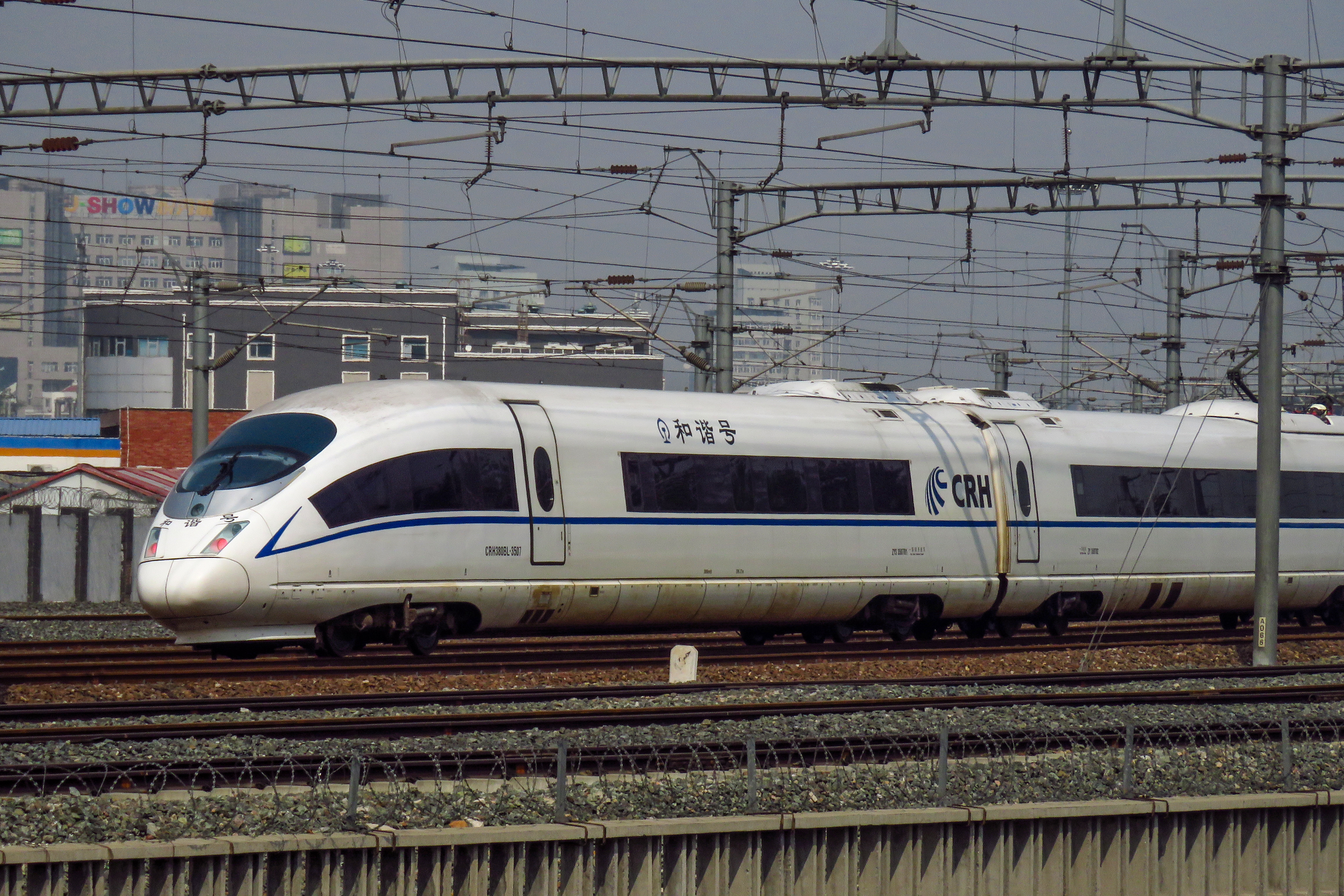
CRH380BL-3507担当的G34次列车接近北京南站

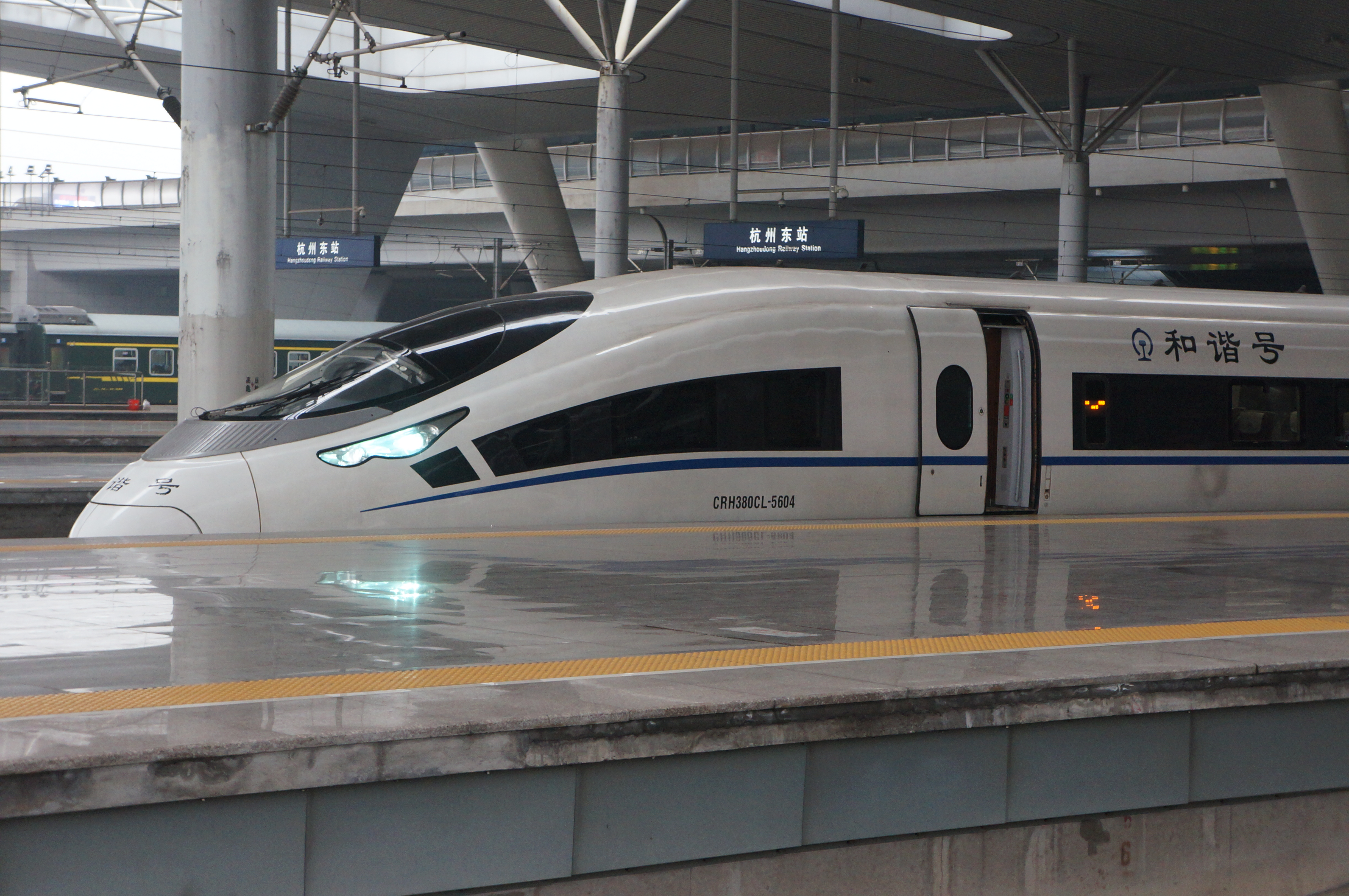
G44次列车于杭州东站待发

## 使用列车

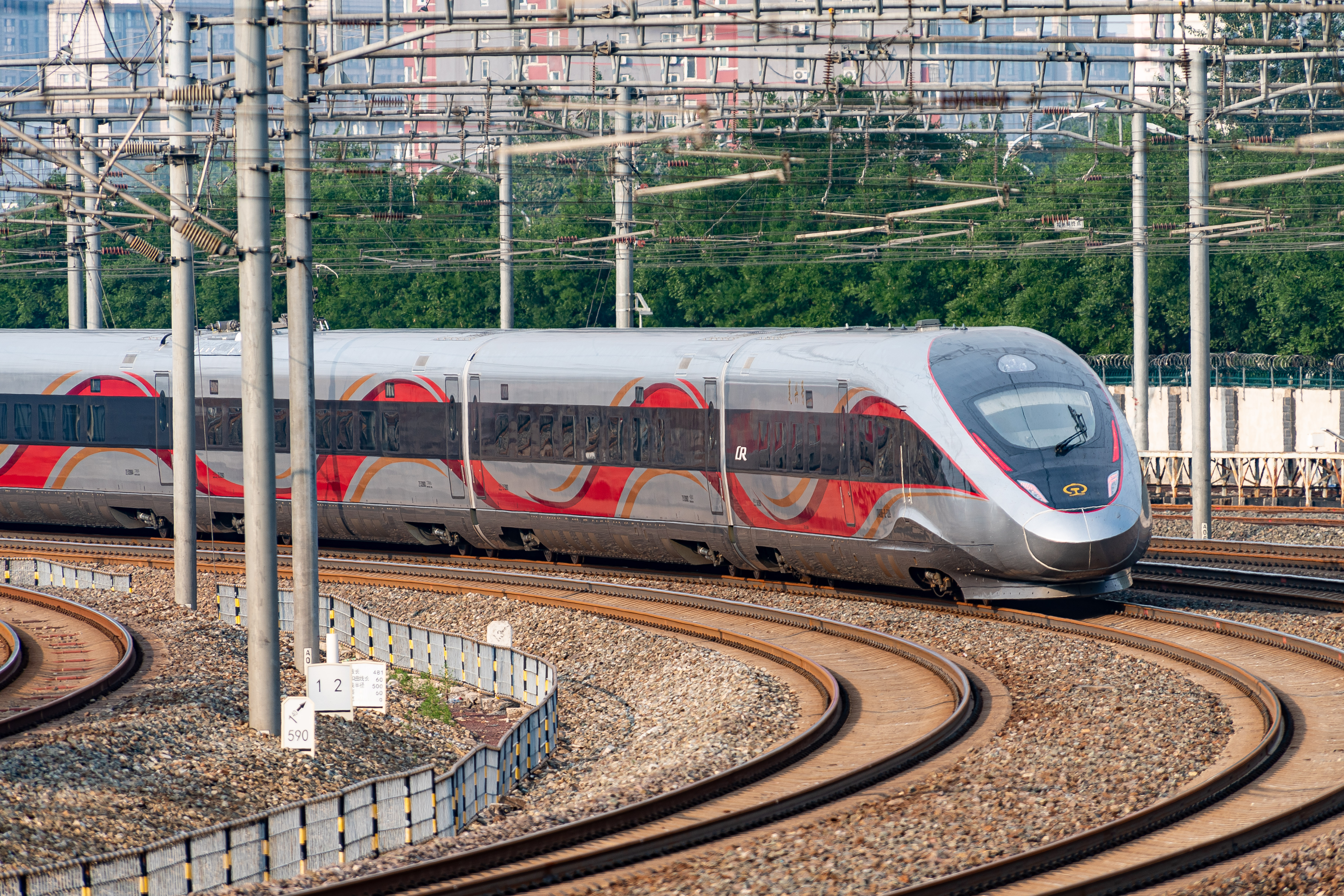
CR400BF-BZ担当的G34次列车接近北京南站

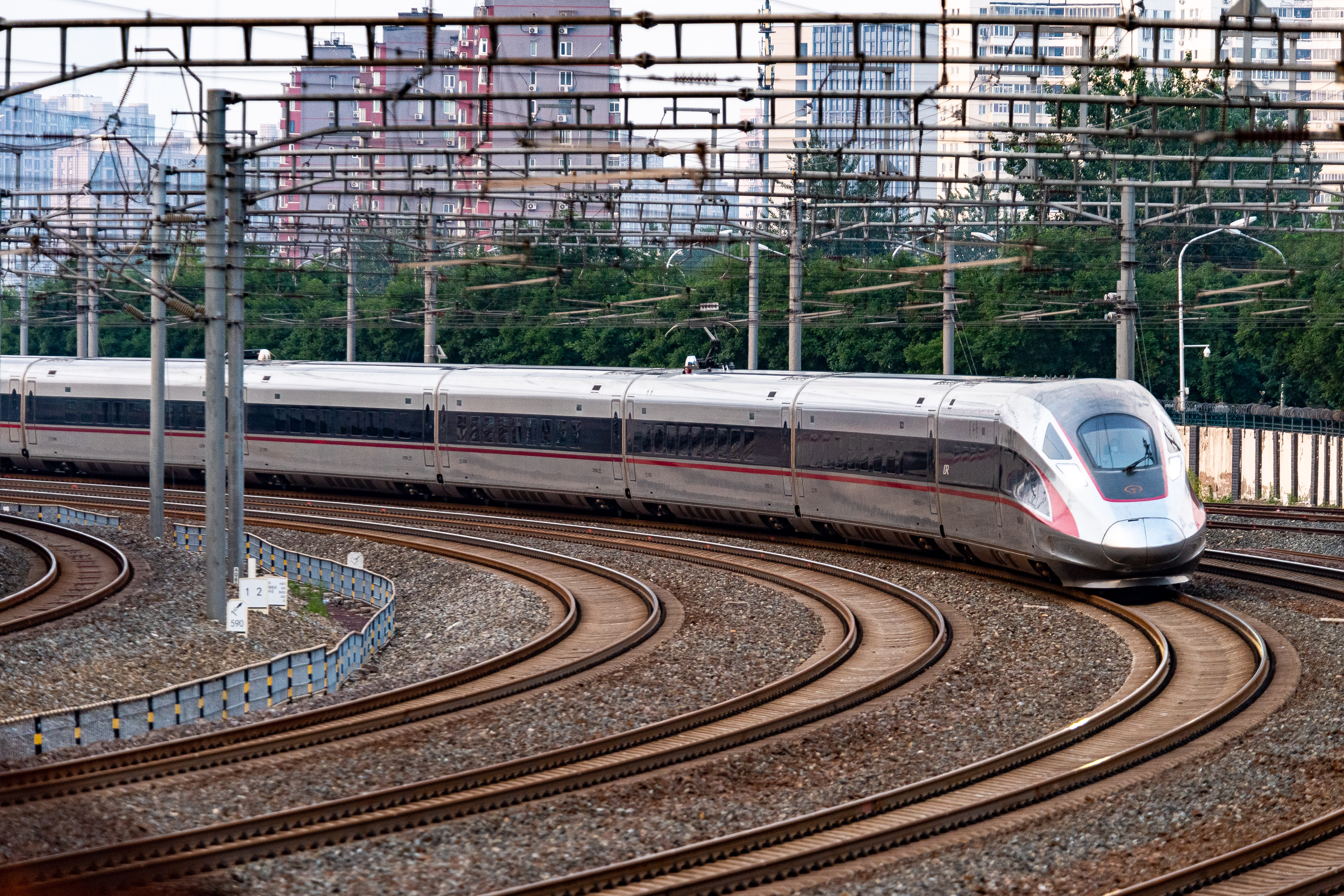
CR400AF-B担当的G39次列车驶出北京南站

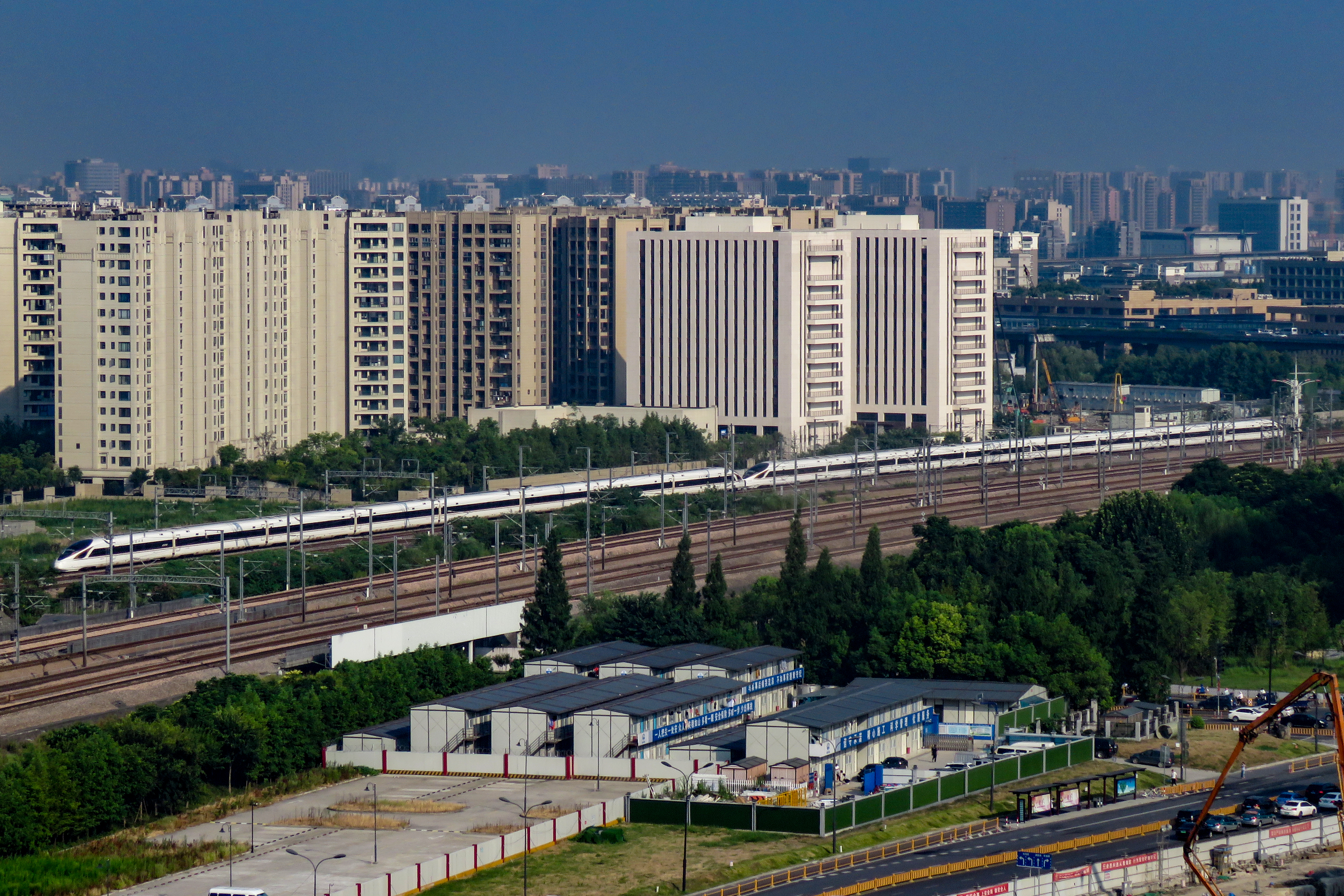
重联CR400BF担当的原G20次列车驶出杭州东站

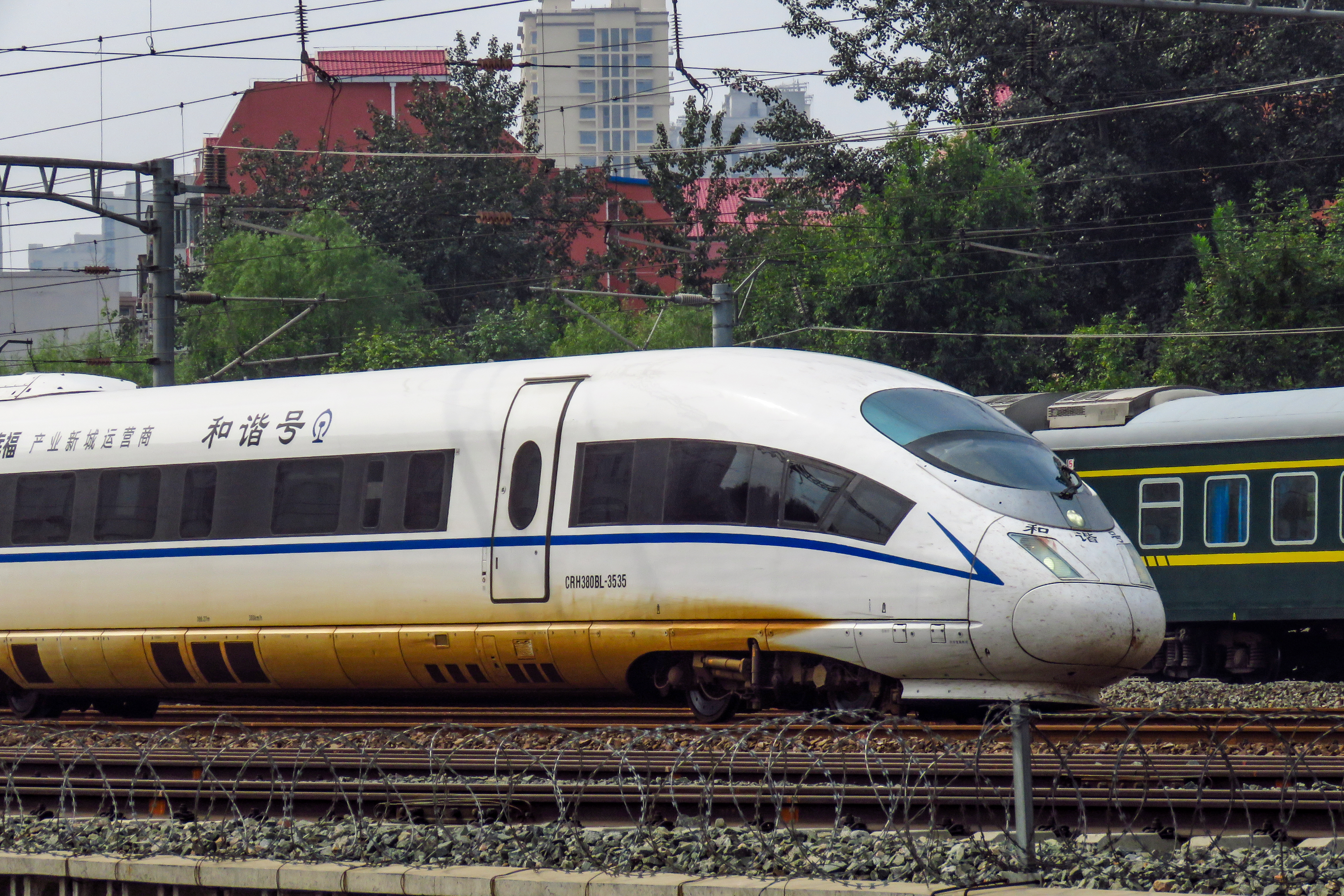
和谐号CRH380B型电力动车组担当的原G20次列车接近北京南站

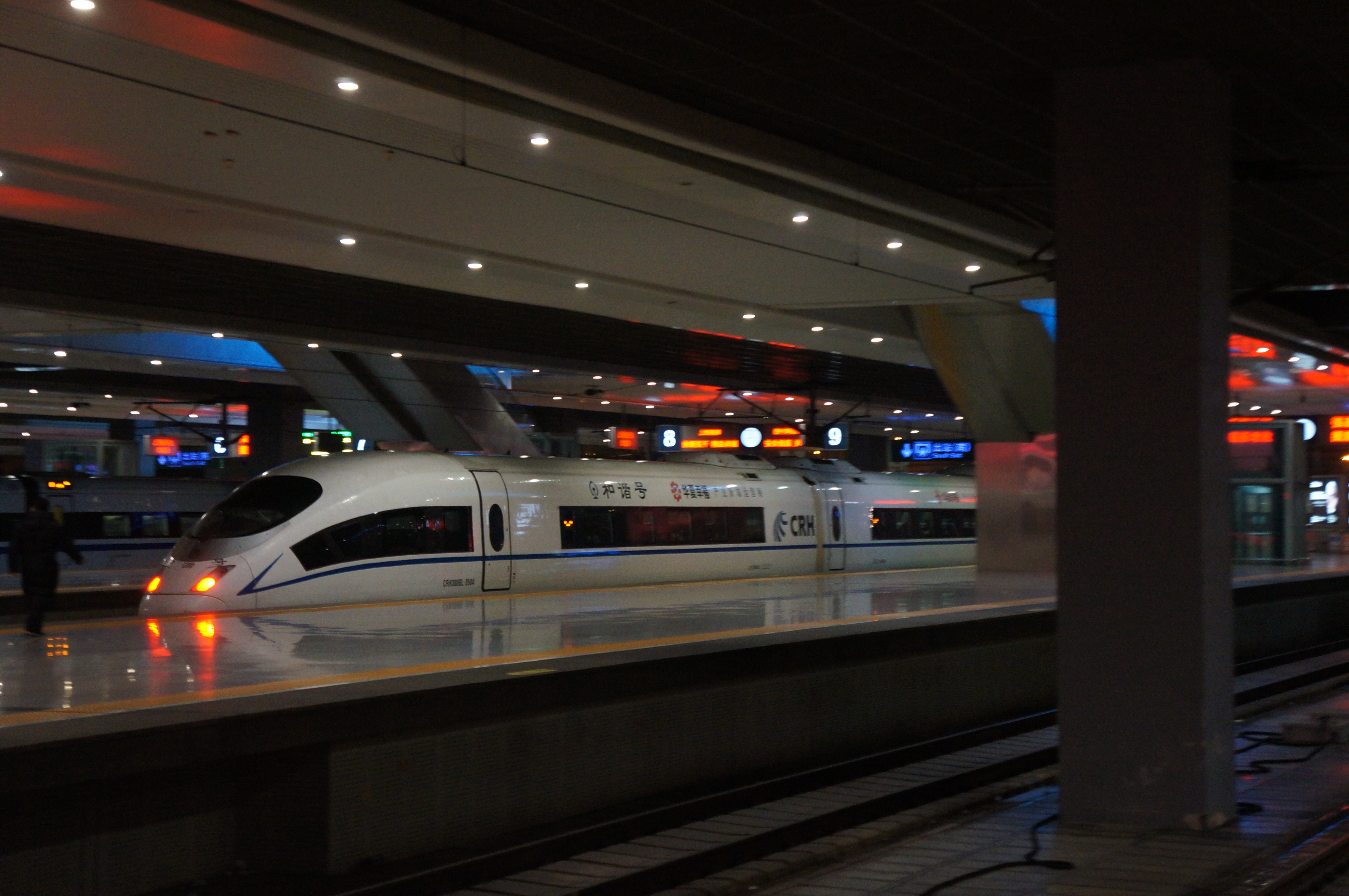
CRH380BL担当的原G43次驶出上海虹桥站

主要使用CR400AF-B、CR400AF-BZ、CR400BF-BS、CRH380B、CRH380BL、CRH380CL等列车。

## 车体交路
- 上海局G31/34次：出库→上海虹桥开G6至北京南→北京南开G13至上海→上海开G26至北京→北京开0G空送至北京南→北京南动车所过夜→北京南开G31至杭州东→杭州东开G34至北京南→北京南开G25至上海虹桥→回库。
- 北京局G32/39次：出库→北京南开G103至上海虹桥→上海虹桥开G134至北京南→北京南开G39至杭州东→杭州艮山门动车所过夜→杭州东开G32至北京南→北京南开G41至芜湖→芜湖开G44至北京南→回库。
- 北京局G115/158次：出库→北京南开G115至杭州东→杭州东开G158至北京南→回库。
- 上海局G172/189次：出库→杭州东开G172至北京南→北京南开G187至台州西→台州西客整所过夜→台州西开G174至北京南→北京南开G189至杭州东→回库。
- 北京局G179/192次：出库→北京南开G179至杭州东→杭州东开G192至北京南→回库。
- 上海局G193次：出库→杭州东开0G175至诸暨→诸暨开G176至北京南→北京南开G191至江山→江山站过夜→江山开G178至北京南→北京南开G193至杭州东→回库。

## 事故
2018年8月12日23时04分，由CR400AF-2017号车组担当的G40次列车在廊坊市万庄镇受到大风刮起的彩钢板撞击发生故障，造成京沪高速线廊坊段接触网断电，G40次列车及其后续列车晚点。G40次列车于次日凌晨4时许由DF11型0420号内燃机车牵引至北京南站。

## 其他行驶北京与杭州间的过路车次
除以上车次外，来往北京与金华、衢州、南昌、绍兴、宁波、温州、福州等地之间的高速列车亦运行于北京与杭州之间。每天运行于北京与杭州间的高速列车约为21对。
- 京千高速动车组列车：G37/40次（1对）
- 京绍高速动车组列车：G176次、G177/194次（1.5对）
- G2557/2558次列车（1对，金华永康）
- 京衢高速动车组列车：G191/178次（1对）
- 京昌高速动车组列车：G169/170次（1对）
- 京甬高速动车组列车：G35/36次、G173/196次、G195/182次（3对）
- 京缑高速动车组列车：G185/180次（1对）
- G187/174次列车（1对，台州西）
- 京温高速动车组列车：G33/38次、G183/184次（2对）
- 京苍高速动车组列车：G181/190次（1对）
- 京岚高速动车组列车：G197/198次（1对）